# Ullmannita
La ullmannita és un mineral de la classe dels sulfurs que pertany al grup de la cobaltita. Rep el seu nom del químic i mineralogista Johann Christoph Ullmann (1771-1821).

## Característiques
La ullmannita és un sulfur de níquel i antimoni, que cristal·litza en el sistema cúbic. La seva duresa a l'escala de Mohs es troba entre 5 i 5,5. Forma una sèrie de solució sòlida amb la willyamita (CoSbS), en la qual la substitució gradual del níquel per cobalt va donant els diferents minerals de la sèrie. A més dels elements de la seva fórmula, sol portar com impureses: ferro, cobalt, arsènic i bismut.
Segons la classificació de Nickel-Strunz, la ullmannita pertany a «02.EA: Sulfurs metàl·lics, M:S = 1:2, amb Fe, Co, Ni, PGE, etc.» juntament amb els següents minerals: aurostibita, bambollaita, cattierita, erlichmanita, fukuchilita, geversita, hauerita, insizwaita, krutaita, laurita, penroseita, pirita, sperrylita, trogtalita, vaesita, villamaninita, dzharkenita, gaotaiita, alloclasita, costibita, ferroselita, frohbergita, glaucodot, kullerudita, marcassita, mattagamita, paracostibita, pararammelsbergita, oenita, anduoita, clinosafflorita, löllingita, nisbita, omeiita, paxita, rammelsbergita, safflorita, seinäjokita, arsenopirita, gudmundita, osarsita, ruarsita, cobaltita, gersdorffita, hol·lingworthita, irarsita, jolliffeita, krutovita, maslovita, michenerita, padmaita, platarsita, testibiopal·ladita, tolovkita, willyamita, changchengita, mayingita, hollingsworthita, kalungaita, milotaita, urvantsevita i rheniita.

## Formació i jaciments
Apareix al costat d'altres minerals del níquel en filons hidrotermals. Sol trobar-se associada a altres minerals com: niquelina, gersdorffita, pentlandita, calcopirita, pirrotita, galena, tetraedrita o discrasita. Als territoris de parla catalana ha estat descrita a la mina Serrana (El Molar, Priorat) i a les mines de Cierco (Vilaller, Alta Ribagorça).